# Кјуџу
Кјуџу (久寿) је јапанска ера (ненко) која је настала после Нинпеи и пре Хоген ере. Временски је трајала од октобра 1151. до априла 1154. године и припадала је Хејан периоду. Владајући цареви били су Коное и Го-Ширакава.

## Важнији догађаји Кјуџу ере
- 1154. (Кјуџу 1, пети месец ): Дворски удаиџин, Минамото Масада, повлачи се са позиције и у 61 години постаје монах.[3]
- 1154. (Кјуџу 1, осми месец): Фуџивара Санејоши, министар деснице (садаиџин) постаје министар левице (удаиџин). Бивши „даинагон“ Фуџивара Каненага у седамнаестој години постаје министар деснице.[3]
- 22. август 1155. (Кјуџу 2, двадесеттрећи дан седмог месеца): Цар Коное умире у својој 17 години не оставивши иза себе наследнике.[4]
- 23. август 1155. (Кјуџу 2, двадесетчетврти дан седмог месеца): Трон наслеђује млађи брат претходног цара и четрнаести син бившег цара Тобе, Го-Ширакава.[5]